# Nectomys apicalis
Nectomys apicalis is een zoogdier uit de familie van de Cricetidae. De wetenschappelijke naam van de soort werd voor het eerst geldig gepubliceerd door Peters in 1861.